# باول فيلدر
باول فيلدر (بالإنجليزية: Paul Felder) هو فنان قتال مختلط أمريكي، ولد في 25 أبريل 1984 في فيلادلفيا في الولايات المتحدة.

## وصلات خارجية
- باول فيلدر على موقع يو إف سي (الإنجليزية)
- باول فيلدر على موقع شيردوغ (الإنجليزية)
- باول فيلدر على موقع Tapology.com (الإنجليزية)
- باول فيلدر على موقع IMDb (الإنجليزية)
- باول فيلدر على موقع قاعدة بيانات الفيلم (الإنجليزية)